# 대한민국 안전행정부
안전행정부(安全行政部, Ministry of Security and Public Administration, 약칭 : 안행부, MOSPA)는 안전 및 재난에 관한 정책의 수립·총괄·조정, 비상대비·민방위 제도, 국무회의의 서무, 법령 및 조약의 공포, 정부조직과 정원, 공무원의 인사·윤리·복무·연금, 상훈, 정부혁신, 행정능률, 전자정부, 개인정보보호, 정부청사의 관리, 지방자치제도, 지방자치단체의 사무지원·재정·세제, 낙후지역 등 지원, 지방자치단체 간 분쟁조정, 선거, 국민투표에 관한 사무와 국가의 행정사무로서 다른 중앙행정기관의 소관에 속하지 아니하는 사무를 관장하는 대한민국의 옛 중앙행정기관이다. 2013년 3월 23일 행정안전부를 개편하여 발족하였으며, 2014년 11월 19일 0시를 기해 행정자치부, 국민안전처, 인사혁신처로 분리되어 폐지되었다. 서울특별시 종로구 세종대로 209 정부서울청사에 위치하고 있었다. 기관장은 장관급 정무직 공무원으로 보했다.

## 설치 근거 및 소관 업무
- 정부조직법 [법률 제11690호, 2013.03.23 전부개정] 제26조 및 제34조[3]
- 안전행정부와 그 소속기관 직제 [대통령령 제24425호, 2013.03.23 제정] 제3조[4]

## 연혁
- 1948년 7월 17일 - 내무부와 총무처를 신설.[5][6]
- 1955년 2월 7일 - 총무처를 국무원 사무국으로 개편.[7]
- 1960년 7월 1일 - 국무원 사무국을 국무원 사무처로 개편.[8]
- 1961년 7월 12일 - 국무원 사무처를 내각사무처로 개편.[9]
- 1963년 12월 17일 - 내각사무처를 총무처로 개편.[10]
- 1991년 8월 1일 - 내무부의 산하외청으로 경찰청을 설치.[11]
- 1998년 2월 28일 - 내무부와 총무처를 통합해 행정자치부를 신설.[12]
- 2008년 2월 29일 - 정보통신부, 중앙인사위원회, 그리고 국가비상기획위원회의 일부 업무(국가정보화 및 정보보호 업무)를 통합하여 행정안전부로 개편.[13] 행정자치부의 지적 업무는 국토해양부로 이관.
- 2013년 3월 23일 - 행정안전부를 안전행정부로 개편.[14]
- 2014년 11월 19일 - 행정자치부, 국민안전처, 인사혁신처로 분리

## 조직

### 장관

#### 대변인[15]
- 홍보담당관[16]

#### 장관정책보좌관[17][18]
| 이 글을 보려면 오른쪽 ‘펼치기’ 버튼 클릭 - 운영지원과 - 정책평가담당관 - 의정담당관 - 상훈담당관 - 전자정부정책과 - 전자정부지원과 - 스마트서비스과 | 이 글을 보려면 오른쪽 ‘펼치기’ 버튼 클릭 - 감사담당관 - 조사담당관 - 복무담당관 - 윤리담당관 - 공무원단체담당관 - 중앙안전상황실 |

## 소속 기관
- 중앙공무원교육원
- 지방행정연수원
- 국가기록원
- 정부청사관리소
- 정부통합전산센터
- 이북5도위원회
- 소청심사위원회
- 국립과학수사연구원
- 국립재난안전연구원

## 산하 외청
- 경찰청
- 소방방재청

## 비판

### 명칭 문제
2013년 2월에 정부조직법 개정안이 발표될 때부터 행정안전부의 개명 문제는 도마에 올랐다. '행정'보다 '안전'을 강조한다는 의미였지만 명패를 바꾸는 데 드는 비용이 많다는 이유 등으로 반박을 샀다. 결국 완력으로 성립되었는데, 이듬해인 2014년 4월 16일에 발생한 세월호 침몰 사고에서 아무런 역할도 하지 못함이 드러났다. 이에 안전행정부는 다시 쪼개져 사실상 사라지게 되었다.

### 소속 기관 협박
국가안전처 설치와 관련해 소방공무원이 자신들의 신분을 국가직으로 전환해달라고 요구하자 안전행정부가 소방방재청에 제보자 색출을 요구하며 "조만간 민정수석실에서 조사가 들어갈 것이다. 누가 경항신문에 제보하는지 이 잡듯이 뒤지겠다"고 협박했다고 복수의 소방방재청 관계자가 주장했다. 또 다른 소방공무원은 "안행부에서 '이렇게 나오면 예산을 못 준다, 가만히 안 두겠다' 등 협박하는 것이 하루 이틀이 아니다"라고 주장했다.

### 적폐 논란
안전행정부는 국가안전처 신설과 관한 정부조직법을 개정하면서 "입법예고 기간에 관련 부처나 단체의 의견조회를 거쳐 추가 검토하겠다"고 말했으나 입법예고 기간이 끝나기도 전에 차괸회의에 상정하여 일방적으로 법률 개정을 추진하였고, 국회의원들이 요구한 "소방공무원 국가직 일원화"에 대한 논의도 빠져있다. 국회 관계자는 "안행부가 국가직 부단체장(부시장, 부지사)을 동원해 소방공무원 국가직 법률안을 낸 국회의원을 압박하고 있다"고 주장했으며, 새누리당의 한 의원은 "대통령이 수석비서관회의에서 밝힌 내용을 번복하게 해 소방을 포함한 전 국민에게 상처를 입힌 결과를 초래한 것이 안행부가 아니겠느냐. 안행부 관료들이 대통령의 눈과 귀를 가리고 있다"고 주장했다. 그럼에도 안전행정부는 국회의원들에게 배포한 문건에서 "국가직 전환시 특별지방행정기관이 신설되 지휘체계가 이원화된다"고 주장했다.

## 같이 보기
- 안전행정부 장관
- 안전행정부 차관